# Omar Hayssam
Hayssam Omar (n. 1 martie 1963) este un om de afaceri sirian cu cetățenie română născut în Mrej-elDur, Siria. Acesta este cunoscut cel mai bine pentru implicarea în criza jurnaliștilor români răpiți în Irak în aprilie-mai 2005. Hayssam a fost arestat în Romania la 5 aprilie 2005.
În iulie 2006, Omar Hayssam a fost eliberat din arest și a fugit din România, ceea ce a stârnit un imens scandal, în urma căruia și-au dat demisia Radu Timofte, șeful SRI, Gheorghe Fulga, șeful SIE, Virgil Ardelean, șeful DGIPI și procurorul general al României, Ilie Botoș.
Pe 20 februarie 2008 Înalta Curte de Casație și Justiție l-a condamnat definitiv pe Omar Hayssam la 20 de ani de închisoare și la o despăgubire de câte 2 milioane de euro pentru fiecare dintre cei trei jurnaliști răpiți în Irak în 2005.
Pe 29 iunie 2010 Omar Hayssam a fost condamnat definitiv de Înalta Curte de Casație și Justiție la 3 ani de închisoare cu executare în dosarul Foresta Nehoiu
Pe 23 noiembrie 2012 Înalta Curte de Casație și Justiție l-a condamnat definitiv pe Omar Hayssam la 16 ani de închisoare în dosarul Volvo
Până în vara lui 2013 acesta a fost dat în urmărire internațională prin Interpol, fiind acuzat de terorism.
În dimineața zilei de 19 iulie 2013 a fost predat Poliției Române pentru a executa pedeapsa cu închisoarea de 20 de ani pentru acte de terorism în cazul celor trei jurnaliști români răpiți în Irak.
În aprilie 2016 lui Hayssam i s-a retras cetățenia română.
Pe 1 noiembrie 2016 Omar Hayssam a fost condamnat definitiv de Curtea de Apel București, la 24 de ani și patru luni închisoare în dosarul "Manhattan", în care a fost trimis în judecată de procurorii DIICOT pentru săvârșirea unor infracțiuni economice.
În același dosar, fratele lui Hayssam, Mohamad Omar, a fost condamnat la 22 ani de închisoare, iar Mihai Nasture, cumnatul lui Hayssam, a rămas cu pedeapsa de 3 ani și 4 luni închisoare cu executare dată de instanța de fond.
Pe 5 februarie 2018 procurorii Direcției Naționale Anticorupție au dispus clasarea în dosarul IPRS Băneasa pe motiv că faptele s-au prescris.
Unchiul lui Omar Hayssam, Mohamed Farzat, a fost prezent și el în România, în perioada comunistă.
Cu ajutorul unei firme siriene, Farzat exporta tractoare românești în țara sa de origine prin ICE Dunărea, firmă ce aparținea fostei Securități.
După cum presa a relatat în repetate rânduri, de aceste afaceri nu era străin nici liderul Partidului Conservator (fost Partidul Umanist), Dan Voiculescu, prin firma Crescent.
Mohamed Farzat a fost deconspirat în 1988 ca ofițer al Serviciilor de Informații Siriene.